# 원천 디자인 제조업자
원천 디자인 제조업자(original design manufacturer, ODM) 또는 원천 개발 제조업자(original development manufacturer)는 주문자의 생산 위탁을 받아 그 제품을 개발 및 생산하는 기업을 의미한다. 대한민국에서는 제조자 개발 생산이나 제조자 설계 생산으로 부른다.

## 개념
OEM(Original Equipment Manufacturer, 주문자 상표부착 생산자)과의 차이는, OEM이 주문업체의 설계도에 따라 단순 하청생산을 하는 업체임에 비해 ODM은 생산자가 설계부터 제작 및 생산까지를 모두 주도하여 완성하는 업체를 뜻한다.
예를 들어 대만의 팍스콘은 아이폰을 생산하는 업체로, 미국의 애플이 완성한 설계도에 따라 그대로 위탁생산만을 하기 때문에 OEM이다.
반대로 한국콜마는 화장품을 기술개발부터 생산까지 전 과정을 도맡지만, 아모레퍼시픽, LG생활건강, 미샤, 더 페이스샵 등의 고객사 상표를 부착하고 고객사의 유통망을 통해 판매되는데, 이를 ODM이라고 한다. 생산자가 이러한 방식의 사업모델로 비즈니스를 영위하는 이유는, 생산 기술은 있으나 유통이나 마케팅 면에서 기존 시장의 진입장벽이 높기 때문이다.
이렇게 ODM 업체에서 완성된 제품은 판매망을 보유한 유통업체에서 가져가 판매와 유통을 하게 된다. 이 부분은 OEM과 동일하다.

## 장점
ODM은 주로 오랜 기간 제품 생산에만 특화된 전문성이 높은 제조업체들이다. 부가가치가 높으며, 제조업체 자체의 기술력이 높기 때문에 주문자의 입장에서도 제품의 품질을 신뢰할 수 있어 유통과 판매에만 전념할 수 있다는 장점이 있다.

## 관련 기업
ODM 방식의 사업모델에만 전념하는 기업도 있으나, 자체브랜드와 ODM 생산을 겸하는 기업도 있다. 예를 들어 전세계에 유통망을 구축하고 있지만 특정 국가에 한해 같은 업종의 대기업이 유통망을 장악하고 있을 경우, 그 회사와 협력관계를 구축하고 그 국가에 대해서만 ODM 생산을 하기도 한다.
- 한세실업 : 월마트 PB 등 해외 수출용 의류를 전문으로 생산하는 ODM 전문 기업
- 코스맥스 : 대한민국 내 화장품 업체들을 대상으로 한 ODM 전문 기업
- 지엠피 : 자체 브랜드의 라미네이터를 수출하지만 일부 국가에 한해 ODM 생산을 하는 기업
- 메디아나 : 의료기기 업체들로부터의 ODM 생산 및 자체 브랜드 제품을 함께 생산하는 기업[2]
- KOS : 핸드백, 구두, 지갑, 벨트 등 피혁제품을 디자인부터 생산까지 일괄처리하는 ODM 기업[3]

## 같이 보기
- 원천 장비 제조업체(OEM)

## 참고 문헌
- Global and China Laptop and Tablet PC Industry Report, 2011-2012, 2012-09-10.
- 시사상식사전, 박문각